# Aristolochia forrestiana
Aristolochia forrestiana är en piprankeväxtart som beskrevs av J.S. Ma. Aristolochia forrestiana ingår i släktet piprankor, och familjen piprankeväxter. Inga underarter finns listade i Catalogue of Life.